# Jérôme Golmard
Jérôme Golmard, né le 9 septembre 1973 à Dijon et mort le 1er août 2017 dans la même ville, est un joueur de tennis français, professionnel de 1993 à 2005.

## Biographie
Durant sa carrière, Jérôme Golmard remporte deux tournois en simple. Il atteint la 22e place au classement ATP le 26 avril 1999. Joueur au physique réputé « fragile », il a connu de nombreuses blessures durant sa carrière.
Il est no 1 français durant 14 semaines en 1999, année durant laquelle il remporte son premier titre à Dubaï et atteint les demi-finales du Masters de Monte-Carlo.
En 2000, il s'impose lors du tournoi de Chennai pour son premier tournoi de la saison. Quelques mois plus tard, il bat le no 1 mondial Andre Agassi lors des Internationaux du Canada.
Il a été sélectionné à six reprises en équipe de France de Coupe Davis. En 1998, il remporte le match de double avec Guillaume Raoux contre Israël, ce qui permet à la France de retrouver le Groupe mondial. En 1999, il perd en cinq sets le premier simple disputé face au Néerlandais Richard Krajicek dans les arènes de Nîmes (3-6, 4-6, 7-6, 6-4, 6-4). Il est de nouveau sélectionné lors du premier tour en 2000 mais perd son match contre Gustavo Kuerten (6-3, 3-6, 6-3, 6-2).
Outre deux tournois ATP, Jérôme Golmard remporte sept tournois Challenger : Campinas en 1994, Medellín et Bogota en 1995, Ségovie en 1996, Cherbourg et Brest en 1998 et Calabasas en 2003. En double, il s'impose en Andorre en 1997 avec Nicolas Escudé.
Le 6 avril 2014, il informe le monde du tennis qu'on lui a diagnostiqué la maladie de Charcot en janvier 2014, qui lui a déjà ôté l'usage des jambes et fait perdre plus de 15 kg, avec une espérance de vie de 3 à 5 ans dans la plupart des cas. En mai 2014, il crée l’Association Jérôme Golmard pour combattre la maladie de Charcot. Il décide de subir parallèlement un traitement expérimental en Californie. Il meurt le 1er août 2017 des suites de la maladie.

## Palmarès

### Titres en simple messieurs
| No | Date       | Nom et lieu du tournoi   | Catégorie   | Dotation    | Surface    | Finaliste       | Score          |          |
| -- | ---------- | ------------------------ | ----------- | ----------- | ---------- | --------------- | -------------- | -------- |
| 1  | 08-02-1999 | Dubai Open, Dubaï        | Int' Series | 1 014 250 $ | Dur (ext.) | Nicolas Kiefer  | 6-4, 6-2       | Parcours |
| 2  | 03-01-2000 | Gold Flake Open, Chennai | Int' Series | 405 000 $   | Dur (ext.) | Markus Hantschk | 6-3, 66-7, 6-3 | Parcours |

### Finales en simple messieurs
| No | Date       | Nom et lieu du tournoi  | Catégorie   | Dotation  | Surface      | Vainqueur     | Score          |          |
| -- | ---------- | ----------------------- | ----------- | --------- | ------------ | ------------- | -------------- | -------- |
| 1  | 16-07-2001 | Croatia Open, Umag      | Int' Series | 375 000 $ | Terre (ext.) | Carlos Moyà   | 6-4, 3-6, 7-62 | Parcours |
| 2  | 07-01-2002 | Heineken Open, Auckland | Int' Series | 332 000 $ | Dur (ext.)   | Greg Rusedski | 6-7, 6-4, 7-5  | Parcours |

### Finale en double messieurs
| No | Date       | Nom et lieu du tournoi | Catégorie   | Dotation  | Surface      | Vainqueurs            | Partenaire       | Score         |          |
| -- | ---------- | ---------------------- | ----------- | --------- | ------------ | --------------------- | ---------------- | ------------- | -------- |
| 1  | 10-07-2000 | UBS Open Gstaad        | Int' Series | 600 000 $ | Terre (ext.) | Jiří Novák David Rikl | Michael Kohlmann | 3-6, 6-3, 6-4 | Parcours |

## Parcours dans les tournois duGrand Chelem

### En simple
| Année | Open d'Australie | Open d'Australie | Internationaux de France | Internationaux de France | Wimbledon       | Wimbledon    | US Open         | US Open          |
| ----- | ---------------- | ---------------- | ------------------------ | ------------------------ | --------------- | ------------ | --------------- | ---------------- |
| 1994  | —                | —                | Q3                       | Mikael Tillström         | —               | —            | —               | —                |
| 1995  | 2e tour (1/32)   | Andre Agassi     | 1er tour (1/64)          | Àlex Corretja            | —               | —            | 2e tour (1/32)  | M. Ondruska      |
| 1996  | —                | —                | 1er tour (1/64)          | Renzo Furlan             | 1er tour (1/64) | Mark Knowles | —               | —                |
| 1997  | Q1               | Wade McGuire     | 2e tour (1/32)           | Michael Chang            | 2e tour (1/32)  | Tim Henman   | 2e tour (1/32)  | M. Philippoussis |
| 1998  | 3e tour (1/16)   | Nicolas Kiefer   | 1er tour (1/64)          | Nicolas Escudé           | 3e tour (1/16)  | Petr Korda   | 2e tour (1/32)  | Karol Kučera     |
| 1999  | 2e tour (1/32)   | Andrew Ilie      | —                        | —                        | —               | —            | —               | —                |
| 2000  | 1er tour (1/64)  | Tim Henman       | 1er tour (1/64)          | J. C. Ferrero            | 3e tour (1/16)  | Andre Agassi | 3e tour (1/16)  | Andrei Pavel     |
| 2001  | —                | —                | 1er tour (1/64)          | Tommy Haas               | —               | —            | 2e tour (1/32)  | Àlex Corretja    |
| 2002  | 3e tour (1/16)   | Dominik Hrbatý   | —                        | —                        | 1er tour (1/64) | Jan Vacek    | 1er tour (1/64) | Vincent Spadea   |
| 2003  | 3e tour (1/16)   | D. Nalbandian    | 1er tour (1/64)          | Olivier Mutis            | —               | —            | —               | —                |
| 2004  | 2e tour (1/32)   | P. Srichaphan    | —                        | —                        | —               | —            | 2e tour (1/32)  | Tim Henman       |
| 2005  | Q1               | Marc López       | Q1                       | Júlio Silva              | —               | —            | —               | —                |

N.B. : à droite du résultat se trouve le nom de l'ultime adversaire.

### En double
| Année | Open d'Australie | Open d'Australie | Internationaux de France    | Internationaux de France   | Wimbledon | Wimbledon | US Open                    | US Open                    |
| ----- | ---------------- | ---------------- | --------------------------- | -------------------------- | --------- | --------- | -------------------------- | -------------------------- |
| 1994  | —                | —                | 1er tour (1/32) L. Roux     | Rikard Bergh M. Oosting    | —         | —         | —                          | —                          |
| 1995  | —                | —                | 1er tour (1/32) L. Roux     | Luke Jensen M. Jensen      | —         | —         | —                          | —                          |
| 1996  | —                | —                | 1er tour (1/32) L. Roux     | I. Kafelnikov Daniel Vacek | —         | —         | —                          | —                          |
| 1998  | —                | —                | 1er tour (1/32) A. Clément  | P. Galbraith Brett Steven  | —         | —         | 1er tour (1/32) F. Santoro | I. Kafelnikov Daniel Vacek |
| 2001  | —                | —                | 1er tour (1/32) N. Thomann  | Eric Taino Jack Waite      | —         | —         | —                          | —                          |
| 2003  | —                | —                | 1er tour (1/32) C. Saulnier | D. Johnson N. Zimonjić     | —         | —         | —                          | —                          |

N.B. : le nom du ou de la partenaire se trouve sous le résultat ; le nom des ultimes adversaires se trouve à droite.

### Victoire sur le top 10
| Légende      |
| Grand Chelem |
| Masters 1000 |
| 500 Series   |
| 250 Series   |

| #  | J.G.   | Lieu        | Année | Surface | Adversaire     | Rang  | Tour | Score          |
| -- | ------ | ----------- | ----- | ------- | -------------- | ----- | ---- | -------------- |
| 1  | no 109 | US Open     | 1995  | Dur     | Wayne Ferreira | no 10 | 1/64 | 7-5, 7-65, 6-1 |
| 2  | no 125 | Scottsdale  | 1997  | Dur     | Wayne Ferreira | no 9  | 1/32 | 4-6, 6-3, 6-2  |
| 3  | no 65  | Cincinnati  | 1998  | Dur     | Carlos Moyà    | no 5  | 1/16 | 6-4, 6-2       |
| 4  | no 61  | Dubaï       | 1999  | Dur     | Tim Henman     | no 8  | 1/4  | 7-64, 7-5      |
| 5  | no 61  | Dubaï       | 1999  | Dur     | Carlos Moyà    | no 5  | 1/2  | 4-6, 7-5, 6-3  |
| 6  | no 32  | Miami       | 1999  | Dur     | Tim Henman     | no 6  | 1/16 | 6-4, 7-67      |
| 7  | no 25  | Monte-Carlo | 1999  | Terre   | Carlos Moyà    | no 2  | 1/4  | 6-75, 6-3, 6-0 |
| 8  | no 49  | Rotterdam   | 2000  | Dur     | Magnus Norman  | no 5  | 1/4  | 6-4, 6-3       |
| 9  | no 61  | Toronto     | 2000  | Dur     | Andre Agassi   | no 1  | 1/32 | 7-64, 7-66     |
| 10 | no 52  | Halle       | 2001  | Gazon   | Àlex Corretja  | no 9  | 1/16 | 6-0, 6-2       |

## Classements ATP en fin de saison
| Année          | 1993 | 1994 | 1995 | 1996 | 1997 | 1998 | 1999 | 2000 | 2001 | 2002 | 2003 | 2004 | 2005 |
| Rang en simple | 434  | 208  | 88   | 143  | 115  | 47   | 35   | 42   | 50   | 99   | 309  | 211  | 769  |
| Rang en double | 378  | 459  | 443  | 236  | 261  | 218  | 484  | 221  | 723  | 1317 | 690  | 1323 | 651  |